# 赤堤ビンケ
赤堤ビンケ（あかつつみびんけ）は、東京を拠点とした劇団。
主催は鈴木優之。劇団員にSR サイタマノラッパー主演の駒木根隆介が所属している。また、同作品に出演した奥野瑛太も所属している。
2012年現在は、活動休止中。

## 主な作品
- 涙がでるくらいのイメージ
- スキナヒト
- シンデレラ
- 四日目
- ときめき☆～on the time
- 暗闇シークエンス
- SENCEFUL2